# Acer shenzhenensis
Acer shenzhenensis — вид клена, ендемік Китаю (провінція Гуандун).